# CYCLES
CYCLES（サイクルズ）は、日本のロックバンド。

## メンバー
- 森川亜希子（ボーカル）
- 野口耕一郎（ギター）
- 中原由貴（ドラムス）

解散後はタマコウォルズのメンバーとして活動。

### 旧メンバー
- 大沢真紀（ベース）

2002年1月脱退。

## 概要
1996年、大学を卒業するも就職活動に失敗した野口が、同じ大学の音楽サークル仲間であった中原と森川を誘い出し結成。同年8月には、インディーズ盤「こんな人たち」をリリース。
1997年よりライブ活動を精力的に始めると同時に大沢が正式加入。
1999年7月、キューンレコードからシングル「今じゃないまだ早いような」でデビュー。同レーベル内でシングル6枚、アルバム2枚をリリース。
2002年1月、大沢の脱退により、3人編成となる。
2003年10月、解散。

## ディスコグラフィ

### 参加作品
| 発売日         | タイトル      | 規格品番 | 曲順       | 楽曲     |
| -------------- | ------------- | -------- | ---------- | -------- |
| 2001年12月19日 | Ki/oon DECADE | KSCL-425 | Disc2/M.15 | クサノネ |

## タイアップ一覧
| 使用年 | 曲名       | タイアップ                                                       |
| ------ | ---------- | ---------------------------------------------------------------- |
| 2001年 | それとなく | NHK総合ドラマDモード『グッド★コンビネーション』挿入歌            |
| 2002年 | それから   | NHK-FM『ミュージック・スクエア』2002年4・5月度エンディングテーマ |

## メディア出演

### ラジオ
- ARTIST PARADISE（2000年4月 - 2001年3月、bayfm）